# 413th Flight Test Group
Il 413th Flight Test Group è un gruppo associato dell'Air Force Reserve Command, inquadrato nella Twenty-Second Air Force. Il suo quartier generale è situato presso la Robins Air Force Base, nella Georgia.

## Organizzazione
Attualmente, al maggio 2017, il gruppo controlla:
- 1st Aviation Standard Flight, Oklahoma City, Oklahoma
- 10th Flight Test Squadron, Tinker Air Force Base, Oklahoma - B-1, B-52, E-3, KC-135R
- 339th Flight Test Squadron - C-5, C-130, E-8, F-15
- 370th Flight Test Squadron, Edwards Air Force Base, California - C-12, KC-135R
- 413th Aeromedical Staging Squadron
- 413th Force Support Flight
- 415th Flight Test Flight, Joint Base San Antonio-Randolph, Texas - T-38, T-6
- 514th Flight Test Squadron, Hill Air Force Base, Utah - A-10, F-16, F-22, F-35, C-130